# ГЕС Tuirial
ГЕС Tuirial — гідроелектростанція на сході Індії у штаті Мізорам. Використовує ресурс із річки Tuirial (Sonai), лівої притоки Барак (верхня течія Меґхни, яка впадає до Бенгальської затоки зливаючись на своєму шляху зі спільним рукавом Гангу і Брахмапутри Падмою).
У межах проєкту річку перекрили земляною греблею висотою 75 метрів та довжиною 250 метрів, яка потребувала 2,9 млн м3 матеріалу (крім того, на водозливи витратили 116 тис. м3 бетону). З утримуваного нею сховища через короткий — 200 метрів — підвідний тунель діаметром 6 метрів ресурс подається до пригреблевого машинного залу.
Основне обладнання станції становлять дві турбіни типу Френсіс потужністю по 30 МВт, які при напорі 53 метри забезпечують виробництво 251 млн кВт·год електроенергії на рік.
Видача продукції відбувається по ЛЕП, розрахованій на роботу під напругою 132 кВ.